# غيليس هود
غيليس هود هو سياسي كندي، ولد في 23 أبريل 1932 في مونتريال في كندا، وتوفي في 14 يونيو 2014 في ماغوغ، كيبك في كندا. نشط حزبياً في حزب كيبيك الليبرالي.